# NGC 3719
NGC 3719 (другие обозначения — UGC 6521, MCG 0-30-5, ZWG 12.8, KCPG 289A, PGC 35581) — спиральная галактика в созвездии Льва. Открыта Генрихом Луи Д'Арре в 1866 году.
Этот объект входит в число перечисленных в оригинальной редакции «Нового общего каталога».
Галактика NGC 3719 входит в состав группы галактик NGC 3719. Помимо NGC 3719 в группу также входят NGC 3720 и UGC 6858. NGC 3720 является её компаньоном, однако следов тесного взаимодействия галактик не обнаружено: кривая вращения NGC 3719 симметрична. Кривая вращения начинает понижаться после расстояния в 6 килопарсек от центра галактики. NGC 3719 имеет упорядоченную спиральную структуру.